# Sylke Gruhnwald

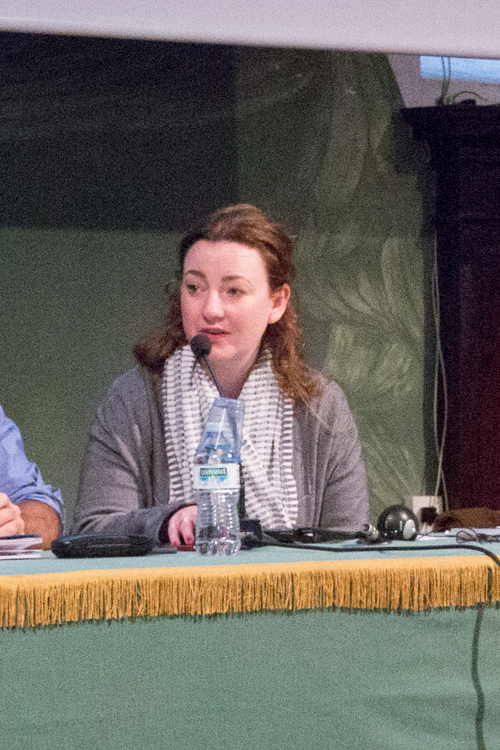
Sylke Gruhnwald (2016)

Sylke Gruhnwald (* 1981 in München) ist eine deutsche Journalistin in der Schweiz sowie studierte Betriebswirtin und Sinologin.

## Leben
Sylke Gruhnwald studierte Sinologie und Betriebswirtschaft an den Universitäten München und Wien. Sie gründete Hacks/Hackers Zürich, Lobbywatch.ch und das Reporter-Forum Schweiz mit. Sie war Verwaltungsratspräsidentin von Journalismfund.eu und Vorstandsmitglied bei Investigativ.ch. Sie arbeitete am Rechercheprojekt The Migrants’ Files mit. Für ihre Arbeiten wurden ihre Teams und sie selbst mehrfach ausgezeichnet, unter anderem mit dem Swiss Press Award (2018), dem Grimme Online Award (2014), dem European Press Prize (2015) und dem IRE Special Award (2015).
Von Oktober 2018 bis März 2019 war sie Co-Chefredakteurin des Digital-Magazins Republik. Zuvor war Gruhnwald bei der Neuen Zürcher Zeitung (NZZ) und später beim Schweizer Fernsehen, bei denen sie jeweils Datenteams aufbaute und leitete. 2016 arbeitete sie als Reporterin beim Beobachter.